# The Crusade
The Crusade ist das dritte Musikalbum der US-amerikanischen Metal-Band Trivium. Es wurde am 6. Oktober 2006 über Roadrunner Records veröffentlicht.
Mit diesem Album entfernte sich die Band vom Metalcore und wandte sich dem Thrash Metal zu. Vielfach wurden Vergleiche zu Metallica gezogen. Sänger Matthew Heafy singt auf diesem Album mit einer klaren, tieferen Stimme, die an James Hetfield erinnert. Heafy sagte dazu in einem Interview, dass die gesamte Band eigentlich keine Screams mag, weswegen sie sich entschlossen, sie auch nicht mehr zu benutzen.
Aufgenommen wurde das Album in den Audio Hammer Studios in Sanford (Florida) unter der Regie von Jason Suecof und Matthew Heafy. Abgemischt wurde es von Colin Richardson. Am 14. September 2006 tauchte das Album erstmals im Internet auf. Als Folge daraus zog Roadrunner Records den Veröffentlichungstermin vom 20. Oktober auf den 6. Oktober vor.

## Reaktionen
The Crusade erhielt überwiegend gute bis hervorragende Kritiken. So kürte das deutsche Rock-Hard-Magazin The Crusade zum „Album des Monats“, der deutschsprachige MetalHammer ernannte es zum besten Thrash-Metal-Album des Jahres 2006. Dennoch wurden vereinzelt Stimmen laut, die der Band vorwarfen, ein billiger Metallica-Abklatsch zu sein.
In Großbritannien wurde das Album am 9. Oktober veröffentlicht und verkaufte sich alleine am ersten Tag 60.000 Mal. Dafür erhielt The Crusade eine Silberne Schallplatte. Das Album erreichte Platz 9 der britischen Albumcharts. In Deutschland erreichte das Album Platz 23, in den USA Platz 25.

## Titelliste
1. Ignition – 3:54 (Heafy)
2. Detonation – 4:28 (Heafy)
3. Entrance of the Conflagration – 4:35 (Heafy)
4. Anthem (We Are the Fire) – 4:03 (Gregoletto, Heafy)
5. Unrepentant – 4:51 (Beaulieu, Heafy)
6. And Sadness Will Sear – 3:34 (Heafy)
7. Becoming the Dragon – 4:43 (Heafy)
8. To the Rats – 3:42 (Gregoletto, Heafy)
9. This World Can't Tear Us Apart – 3:30 (Heafy)
10. Tread the Floods – 3:33 (Beaulieu, Heafy)
11. Contempt Breeds Contamination – 4:28 (Heafy)
12. The Rising – 3:45 (Gregoletto, Heafy)
13. The Crusade – 8:19 (Heafy)

## Texte
Laut Matt Heafy haben sich die Themen von Ascendancy zu The Crusade von seinen persönlichen Erfahrungen hin zu gesellschaftlichen und menschlichen Problemen verschoben.
Einige Lieder des Albums beziehen sich auf Mordfälle, die großes gesellschaftliches Aufsehen erregt haben.

### Entrance of the Conflagration
In diesem Lied geht es um Andrea Yates, die am 20. Juli 2001 ihre fünf Kinder in einer Badewanne ertränkt hat. Nachdem alle Kinder verstorben waren, rief sie den Notarzt an und wurde direkt danach verhaftet.
Vor Gericht gab Yates an, dass sie an einer postpartalen Psychose in Verbindung mit einer Geisteskrankheit leidet. Das Gericht verurteilte Yates zu einer lebenslangen Freiheitsstrafe. Am 9. Januar 2006 wurde in einer Berufungsverhandlung die lebenslange Strafe in eine Bewährungsstrafe umgewandelt mit der Auflage, dass Andrea Yates in einer psychiatrischen Klinik behandelt wird.

### Unrepentant
Der Pakistaner Nazir Ahmad (40) tötete seine drei Töchter und seine Stieftochter Muqadas Bibi vor den Augen seiner Frau. Bibi (25) hatte gegen den Willen ihres Stiefvaters geheiratet. Als sie schlief, wurde ihr von Ahmad die Kehle mit einer Machete aufgeschlitzt. Unmittelbar danach tötete Ahmad auch seine drei leiblichen Töchter. Er wollte verhindern, dass sie gegen seinen Willen heiraten. Einen Tag später wurde er verhaftet. Gegenüber der Polizei gab er an, dass es sich bei seiner Tat um einen Ehrenmord handelt.

### Sadness Will Sear
Matthew Shepard wurde in der Nacht vom 6. auf den 7. Oktober 1998 Opfer eines Überfalls, an dessen Folgen er fünf Tage später starb. Der Fall sorgte für großes Aufsehen, weil Shepard wegen seiner Homosexualität sterben musste. Shepard wurde von den Tätern (Aaron James McKinney und Russel Arthur Henderson) an einen Zaun gefesselt, mit einer Pistole auf den Kopf geschlagen und schließlich seinem Schicksal überlassen.
Vor Gericht gaben McKinney und Henderson an, dass sie sich von Shepards Homosexualität bedroht fühlten. Schließlich gestand Henderson die Tat und wurde zu zweimal Lebenslänglich ohne frühzeitige Entlassung verurteilt. McKinney wurde wegen vorsätzlichen Mordes ebenfalls zu zweimal Lebenslänglich ohne frühzeitige Entlassung verurteilt.

### Contempt Breeds Contamination
Der guineische Immigrant Amadou Diallo (24) wurde am 4. Februar 1999 von vier Polizeibeamten erschossen. Diallo wurde in New York mit einem Serienvergewaltiger verwechselt und sollte verhaftet werden. Während des Gespräches mit den Polizisten fasste sich Diallo an die Jacke, weswegen die Beamten annahmen er würde eine Waffe ziehen und auf ihn feuerten. Sie gaben 41 Schüsse ab und töteten den unbewaffneten Mann mit 19 Treffern.
Die Polizeibeamten wurden, nach einem anfänglichen Schuldspruch, vor dem Berufungsgericht freigesprochen. Sie gaben an, allein aus Furcht vor einem Angriff geschossen zu haben.

## Anthem (We are the Fire)
Die erste Single erreichte Platz 40 der britischen Single-Charts. Neben dem Titelsong gibt es zwei Lieder, die nicht auf dem Album zu finden sind.

### Titelliste
1. Anthem (We Are the Fire) – 4:03
2. Vengeance – 3:36
3. Broken One – 5:49